# P/2019 A6 (Lemmon-PANSTARRS)
P/2019 A6 (Lemmon-PANSTARRS) — короткоперіодична комета із сім'ї Юпітера. Відкрита 14 грудня 2018 і 7 січня 2019 року; була 20.4m і 20.7m на час відкриття. Абсолютна величина комети разом з комою становить 14.1m.